# 코코아 브라운
코코아 브라운(Cocoa Brown, 1972년 10월 9일 ~ )은 미국의 배우, 텔레비전 배우, 영화배우이다.
뉴포트뉴스에서 태어났다.

## 출연 작품
- 더 싱글 맘스 클럽 (2014년) - 리티아 역
- 알리의 비밀 (2012년) - 멜 역
- 프렌드쉽! (2010, Friendship!)
- 히팅 더 브릭스 (2009년)
- 아메리칸 캐롤 (2008, An American Carol)
- 레이크뷰 테라스 (2008년)

### 텔레비전
- 브레이킹 배드 (2009) - 말리 레이디 역